# Jessica Lundy
Pour les articles homonymes, voir Lundy.
Jessica Lundy est une actrice américaine née le 20 mars 1966 à San Diego, Californie (États-Unis).

## Filmographie
- 1988 :  Les Feux de la nuit (Bright Lights, Big City) : 'Theresa
- 1988 : Le Golf en folie 2 (Caddyshack II) : Kate Hartounian
- 1989 : Embrasse-moi, vampire (Vampire's Kiss) : Sharon
- 1990 : Over My Dead Body (TV) : Nikki Page
- 1990 : Faites comme chez vous (Madhouse) : Bernice
- 1990 : Over My Dead Body (série TV) : Nikki Page
- 1991 : Ici bébé (Baby Talk) (série TV) : Susan Davis
- 1992 : J.F. partagerait appartement (Single White Female) : Talkative Applicant
- 1993 : The Last Shot (TV) : Rachel Tullis
- 1993 : The Second Half (série TV) : Denise Palmaro
- 1994 : Les Complices (I Love Trouble) : Flight Attendant #1
- 1995 : Hope & Gloria (série TV) : Gloria Utz
- 1996 : Au-delà du réel : L'aventure continue (saison 2, épisode 21) : Theresa McPhee
- 1996 : Les Stupides (The Stupids) : Joan Stupid
- 1997 : Killer per caso : Carol Graham
- 1997 : RocketMan : Julie Ford
- 1998 : All About Sex (en) (Denial) d'Adam Rifkin : Bonnie
- 1998 : October 22 : Liz
- 1999 : Sexe, strip-tease et tequila (Just a Little Harmless Sex) : Terianne
- 2001 : Macho Man (Some of My Best Friends) (série TV) : Meryl Doogan
- 2003 : Titletown (TV)
- 2012 : Une sœur aux deux visages (Of Two Minds) (TV) : Madeleine